# 竹内京子
竹内 京子（たけうち きょうこ、1908年7月22日 - 1995年11月13日）は日本の女優。本名・外松百合子。旧芸名・白瀬喬子。父親は男爵の外松亀太郎、実兄は俳優の竹内良一、義姉は女優の岡田嘉子。劇団新派所属。

## 来歴
東京出身。男爵外松亀太郎（外松孫太郎長男）と日本女子大教師大山たま子（混血の声楽教師）の娘として生まれ、1925年に女子学習院卒業。岡田嘉子一座（1927年結成）に弟子入りし、1928年の東京劇場『フィガロの結婚』にて初舞台を踏む。1952年には劇団新派へ入団し、脇役として活躍する。1987年第12回菊田一夫演劇賞特別賞、芸団協芸能功労者表彰をそれぞれ受賞。
1990年の舞台『大つごもり』を最後に芸能活動から遠ざかっていたが、1995年11月13日、老衰のため東京都内の病院で死去。87歳。